# Nezdenice
Nezdenice – gmina w Czechach, w powiecie Uherské Hradiště, w kraju zlińskim. Według danych z dnia 1 stycznia 2012 liczyła 750 mieszkańców.
W miejscowości jest stacja kolejowa Nezdenice.